# 控制 (珍娜·傑克森專輯)
《控制》（英語：Control）是美國黑人女歌手珍娜·傑克森第三張個人錄音室專輯，1986年2月4日由美國A&M唱片公司發行。《控制》在告示牌專輯榜獲得兩週冠軍，這是珍娜·傑克森首張全美冠軍專輯，在美銷售認證為五白金。《控制》在英國專輯榜最高成績為第8名，成為珍娜·傑克森首張打進該榜的專輯，這張專輯在英美地區共推出七首單曲，當中有五首進入告示牌單曲榜TOP 5，其中〈每當想起你〉是全美冠軍單曲。《控制》的成功，不僅使珍娜·傑克森這位年僅廿歲並且身為傑克森家族中最小的成員，得以順利擺脫長期籠罩在她頭上家族或是父兄的光環，更為她來日晉升美國樂壇流行天后奠定重要的基礎。

## 內容

### 專輯介紹
在《控制》之前，珍娜·傑克森在父親的強勢主導之下發行過兩張個人專輯，1982年的《Janet Jackson》和1984年的《Dream Street》，在美國告示牌專輯榜分別獲得第63名和第147名的成績。在發行完這兩張不算成功的專輯之後，19歲的珍娜·傑克森決定讓自己的演藝事業脫離家族的掌控，她將這個想法告知當時所屬的A&M唱片公司，結果公司高層支持她的決定。就在唱片公司主管John McClain居中幫忙下，珍娜·傑克森結識了音樂製作人吉米·吉姆與特里·李維斯，他們從此展開了長達卅年的合作關係。《控制》共收錄九首歌曲，珍娜·傑克森本人也參與專輯全部歌曲的創作與製作工作。和大她八歲的哥哥麥可·傑克森一樣，珍娜·傑克森對於駕馭動感的快節奏音樂特別有天份。
《控制》僅花不到三個月的時間就錄製完成，製作人吉米·吉姆與特里·李維斯計畫把珍娜·傑克森打造成一般傳統、典型的黑人女歌手，但是她知名度尚不夠，且沒有知名的代表作，因此這張專輯的製作目的是要先將珍娜·傑克森基礎的形象先奠定出來，把她推向一般流行大眾的消費市場。在1980年代初期的美國樂壇仍是男性藝人居主導地位，正當珍娜·傑克森在錄製《控制》之時，瑪丹娜在美國已經紅透半邊天，而惠妮·休斯頓剛推出首張專輯，知名度也開始扶搖直上，女性藝人的聲勢此時開始急速竄起。A&M唱片公司也注意到了這個現象，因此為即將要出片的珍娜·傑克森下了更多功夫。珍娜·傑克森找來了尚名不見經傳的寶拉·阿巴杜來為專輯《控制》擔任編舞工作，這張專輯中歌曲音樂影片的舞蹈部分也由她負責，包含舞群的訓練和指導等。
雖然製作人吉米·吉姆與特里·李維斯計畫將珍娜·傑克森打造成傳統黑人女歌手的形象，但專輯中的歌曲仍然摻雜了許多白人流行音樂元素。《控制》專輯中大多數歌曲是舞曲，包含〈控制〉、〈下流〉、〈看你做的好事〉和〈快樂法則〉這幾首快節奏的歌曲非常適合跳舞，但有些歌詞講述的卻不是一件歡樂的事情。〈慢慢來〉和〈開心時光易逝〉是專輯中少數的抒情歌曲，它們優美的黑人靈魂樂風格與珍娜·傑克森那細緻滑嫩的嗓音相當匹配。

### 商業成績
《控制》在即將發行之時，首支單曲〈看你做的好事〉已率先在告示牌單曲榜拿下第4名的成績，因此使得專輯在推出之後立刻受到矚目。《控制》在1986年3月8日進入告示牌專輯榜，首週成績為第84名，這張專輯在進榜後名次穩定但緩慢的往上攀升，經過四個月的時間後，終於在7月5日當週超越惠妮·休斯頓的首張同名專輯《惠妮·休斯頓》逕自登上冠軍寶座並蟬連兩週方才退位，這張專輯在榜內共停留了106週，將近整整兩年的時間。《控制》除了在流行專輯榜掄元，在節奏藍調專輯榜也奪冠，自1986年4月19日至6月7日共摘下8週冠軍，專輯在全美地區銷售量逾500萬張，已認證為5白金唱片。《控制》更連續兩年都進入告示牌年終專輯榜前10名，1986年為第6名，1987年為第5名。《控制》在英國專輯榜最高成績為第8名，在該榜內共停留了72週，這也是珍娜·傑克森首張打進英國市場的專輯。

雖然《控制》總共才收錄九首歌曲，但這張專輯在英美兩地一共發行了七首單曲，其中有六首單曲是在美國地區推出，在告示牌單曲榜締造了五首TOP 5的優異佳績。這七首單曲依序為：
- 〈看你做的好事〉，美第4名，1986年終排名第43名，英第3名。
- 〈下流〉，美第3名，1986年終排名第58名，英第19名。
- 〈每當想起你〉，美兩週冠軍，1986年終排名第32名，英第10名。
- 〈控制〉，美第5名，1987年終排名第37名，英第42名。
- 〈慢慢來〉，美第2名，1987年終排名第48名，英第3名。
- 〈快樂法則〉，美第14名，英第24名。
- 〈開心時光易逝〉僅在英國地區發行，獲得第59名。

### 獎項評價紀錄
美國音樂權威滾石雜誌對於珍娜·傑克森在專輯《控制》中的表現，給予正面的肯定，該雜誌樂評甚至拿她和前輩唐娜·桑瑪來相提並論。
專輯《控制》產生了五首TOP 5單曲，締造女藝人在一張專輯中擁有五首TOP 5單曲的新紀錄，雖然在三個月後被瑪丹娜的《忠實者》追平，但這個紀錄最終還是回到珍娜·傑克森手上，她的下一張專輯《節奏國度》擁有七首TOP 5單曲。

## 樂壇地位
甫滿廿歲的珍娜·傑克森憑藉著第三張專輯《控制》成功樹立了自己的形象，打響了知名度也擁有代表作品，證明她選擇脫離父親掌控的這個決定是正確的。《控制》讓珍娜·傑克森成為全美國家喻戶曉的當紅歌星，不過她在樂壇的地位和影響力，還不及當時已是流行天后的瑪丹娜和惠妮·休斯頓，更遑論自己的哥哥麥可·傑克森。對此珍娜·傑克森並不急，她也沒有被《控制》後隨之而來的名利沖昏了頭，反而沉寂了下來，花了三年的時間來籌備下一張專輯。

## 曲目列表
| 曲序 | 曲目                             | 词曲                                                | Producer(s)              | 时长 |
| ---- | -------------------------------- | --------------------------------------------------- | ------------------------ | ---- |
| 1.   | Control                          | Jimmy Jam and Terry Lewis Terry Lewis Janet Jackson | Harris Lewis Jackson     | 5:53 |
| 2.   | Nasty                            | Harris Lewis Jackson                                | Harris Lewis Jackson     | 4:03 |
| 3.   | What Have You Done for Me Lately | Harris Lewis Jackson                                | Harris Lewis Jackson     | 4:59 |
| 4.   | You Can Be Mine                  | Harris Lewis Jackson                                | Harris Lewis Jackson     | 5:16 |
| 5.   | The Pleasure Principle           | Monte Moir                                          | Moir Jackson Steve Wiese | 4:58 |
| 6.   | When I Think of You              | Harris Lewis Jackson                                | Harris Lewis Jackson     | 3:56 |
| 7.   | He Doesn't Know I'm Alive        | Spencer Bernard                                     | Harris Lewis Jackson     | 3:30 |
| 8.   | Let's Wait Awhile                | Harris Lewis Jackson Melanie Andrews                | Harris Lewis Jackson     | 4:37 |
| 9.   | Funny How Time Flies             | Harris Lewis Jackson                                | Harris Lewis             | 4:29 |

| Japanese bonus track (1st pressing only) | Japanese bonus track (1st pressing only) | Japanese bonus track (1st pressing only) | Japanese bonus track (1st pressing only) | Japanese bonus track (1st pressing only) |
| 曲序                                     | 曲目                                     | 词曲                                     | Producer(s)                              | 时长                                     |
| ---------------------------------------- | ---------------------------------------- | ---------------------------------------- | ---------------------------------------- | ---------------------------------------- |
| 5.                                       | Start Anew                               | Ralph McCarthy Yuji Toriyama             | McCarthy Toriyama                        | 4:19                                     |